# Giuseppe Ronco
Giuseppe Ronco (Leini, 8 febbraio 1825 – Asti, 5 agosto 1898) è stato un vescovo cattolico italiano.
È stato vescovo di Asti tra il 1881 ed il 1898, principe della Chiesa di Asti.

## Biografia
Proveniente da una grossa parrocchia di campagna, Priore e vicario foraneo di Villafranca Piemonte, venne nominato vescovo di Asti nel concistoro del 18 novembre 1881 da Leone XIII. Due giorni dopo nella chiesa di San Rocco in Urbe a Roma, venne consacrato dal cardinale Gaetano Alimonda (diventato in seguito arcivescovo di Torino).
Il 28 maggio 1898, il vescovo Ronco fece il suo ingresso in diocesi e subito manifestò il desiderio di compiere la vista pastorale che comunicò a tutti i parroci delle parrocchie astigiane con lettera del 12 marzo 1883.
Il 3 agosto 1892 nominò provicario diocesano Giuseppino Gamba, in seguito cardinale e vescovo di Biella che lo affiancò durante il sinodo diocesano del 24 agosto 1896.
Il sinodo si rivelò molto attento alla formazione clericale, obbligò il ritorno di tutti i seminaristi al "chiericato interno", cioè la permanenza del seminarista per tutto il periodo della frequenza nella sede del seminario, salvo "una gravissima causa".
Promosse e diffuse la nascita di gruppi laici che durante la messa eseguissero i canti gregoriani.

## Sinodi diocesani
- Dal 24 al 26 agosto 1896.

## Genealogia episcopale
La genealogia episcopale è:
- Cardinale Scipione Rebiba
- Cardinale Giulio Antonio Santori
- Cardinale Girolamo Bernerio, O.P.
- Arcivescovo Galeazzo Sanvitale
- Cardinale Ludovico Ludovisi
- Cardinale Luigi Caetani
- Cardinale Ulderico Carpegna
- Cardinale Paluzzo Paluzzi Altieri degli Albertoni
- Papa Benedetto XIII
- Papa Benedetto XIV
- Cardinale Enrico Enriquez
- Arcivescovo Manuel Quintano Bonifaz
- Cardinale Buenaventura Córdoba Espinosa de la Cerda
- Cardinale Giuseppe Maria Doria Pamphilj
- Papa Pio VIII
- Papa Pio IX
- Cardinale Gustav Adolf von Hohenlohe-Schillingsfürst
- Arcivescovo Salvatore Magnasco
- Cardinale Gaetano Alimonda
- Vescovo Giuseppe Ronco